# آلبرت یاووریان
آلبرت یاووریان (ارمنی: Ալբերտ Յավուրյան؛ ۲۶ اوت ۱۹۳۵ – ۳ نوامبر ۲۰۰۷) کارگردان فیلم، تهیه‌کننده و بازیگر اهل ارمنستان بود. در سال ۱۹۹۹ مدال موسس خورناتسی به وی اعطا گردید.

## بخشی از فیلم‌شناسی

### سینمای ایران
- عاشق غریب (۱۹۸۸)
- خلع سلاح (۱۳۷۳) نامزد دریافت سیمرغ بلورین بهترین فیلم‌برداری جشنواره فیلم فجر
- تاواریش (۱۳۷۲)

## نگارخانه

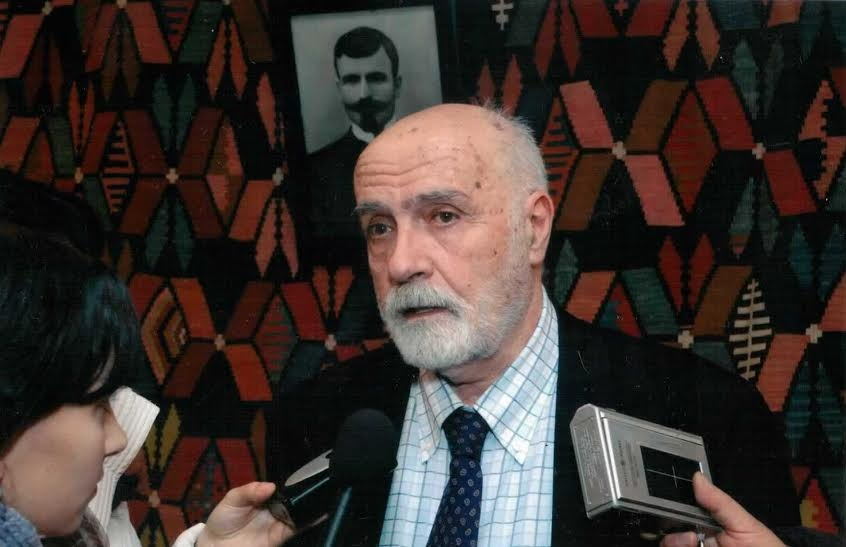
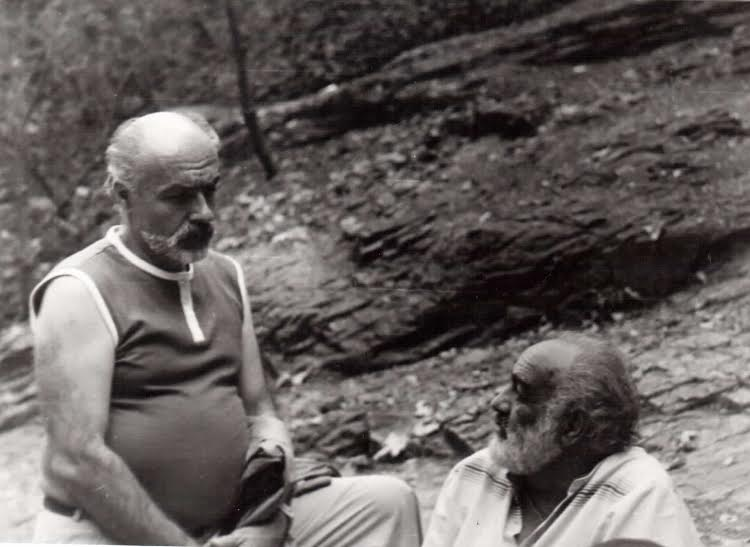
به همراه سرگئی پاراجانف